# Лемний, Симон
Симон Лемний (лат. Simon Lemnius, настоящая фамилия Lemm-Margadant, называл себя также Lemnius Emporicus, Mercatorius, Pisaeus, Lemchen и др.; род. ок. 1511 г. в Гуадине в Валь Мюстаир, ум. 24 ноября 1550 г. в Куре) — швейцарский (немецкий) гуманист, новолатинский поэт.
Учился в Ингольштадте, затем в Виттенберге, где встречался с Меланхтоном и Георгом Сабином. Путешествовал в Болонью, где был принят в Accademia Ermatena. Умер на родине от чумы.
Книга его эпиграмм (1538) вызвала конфликт с Лютером, против которого направлен также памфлет «Монахопорномахия». Об их полемике вспоминает Лессинг в своем «Спасении Лемния в 8 письмах». Перевел на латынь Дионисия Периэгета и обе поэмы Гомера. Написал обширный эпос «Ретеида» о Швабской войне и многое другое.

## Произведения
- Dionysius Lybicus poeta, de situ habitabilis orbis, Венеция, 1543 (латинский перевод Дионисия Периэгета)
- Odyssee, Базель, 1549 (латинский перевод «Одиссеи»)
- Ilias, Базель, 1539 (латинский перевод «Илиады»)
- Epigrammatum libri duo, Виттенберг, 1538
- Amorum libri IV, Базель, 1542
- Monachopornomachia

## Научное издание
- Simon Lemnius. Amorum libri IV. Liebeselegien in vier Büchern / Hrsg. Lothar Mundt. Bern: Peter Lang, 1988. ISBN 3-261-03848-9 (c немецким переводом)